# Yaacov Lev
Yaacov Lev (1948, ...) è uno storico israeliano che ha conseguito un Ph.D. nella University of Manchester (Regno Unito).
Professore Emerito nel Department of Middle Eastern Studies (Dipartimento di Storia del Medio Oriente) della Bar-Ilan University (Israele), è stato nel 1994 coordinatore del Congresso Orientalista Internazionale di San Pietroburgo e redattore capo del dizionario inglese-ebraico.
Effettua ricerche di storia medievale islamica e vanta numerose pubblicazioni scientifiche nel suo curriculum.

## Principali pubblicazioni
- Saladin in Egypt (1169–1174), Leiden-Boston-Köln, E. J. Brill, 1999.
- Charity, Endowments, and Charitable Institutions in Medieval Islam (University Press of Florida, 2006)
- Towns and Material Culture in the Medieval Middle East (The Medieval Mediterranean: Peoples, Economies and Cultures, 1400–1453, Leiden-Boston-Cologne, Brill, 2002.
- The Fāṭimid caliphate (358–567/969–1171) and the Ayyūbids in Egypt (567–648/1171–1250), in: The New Cambridge History of Islam, 2010.
- The Administration of Justice in Medieval Egypt - From the 7th to the 12th Century, Edinburgh Studies in Classical Islamic History and Culture, 2021.
- "The Fāṭimid Princess Sitt al-Mulk", in Journal of Semitic Studies, 32 (2), 1987, pp. 319-328.

| Controllo di autorità | VIAF (EN) 24685801 · ISNI (EN) 0000 0000 8103 3357 · LCCN (EN) n90714249 · GND (DE) 120838435 · BNF (FR) cb123949248 (data) · J9U (EN, HE) 987007264450805171 |